# Richard Fischer (Fotograf)

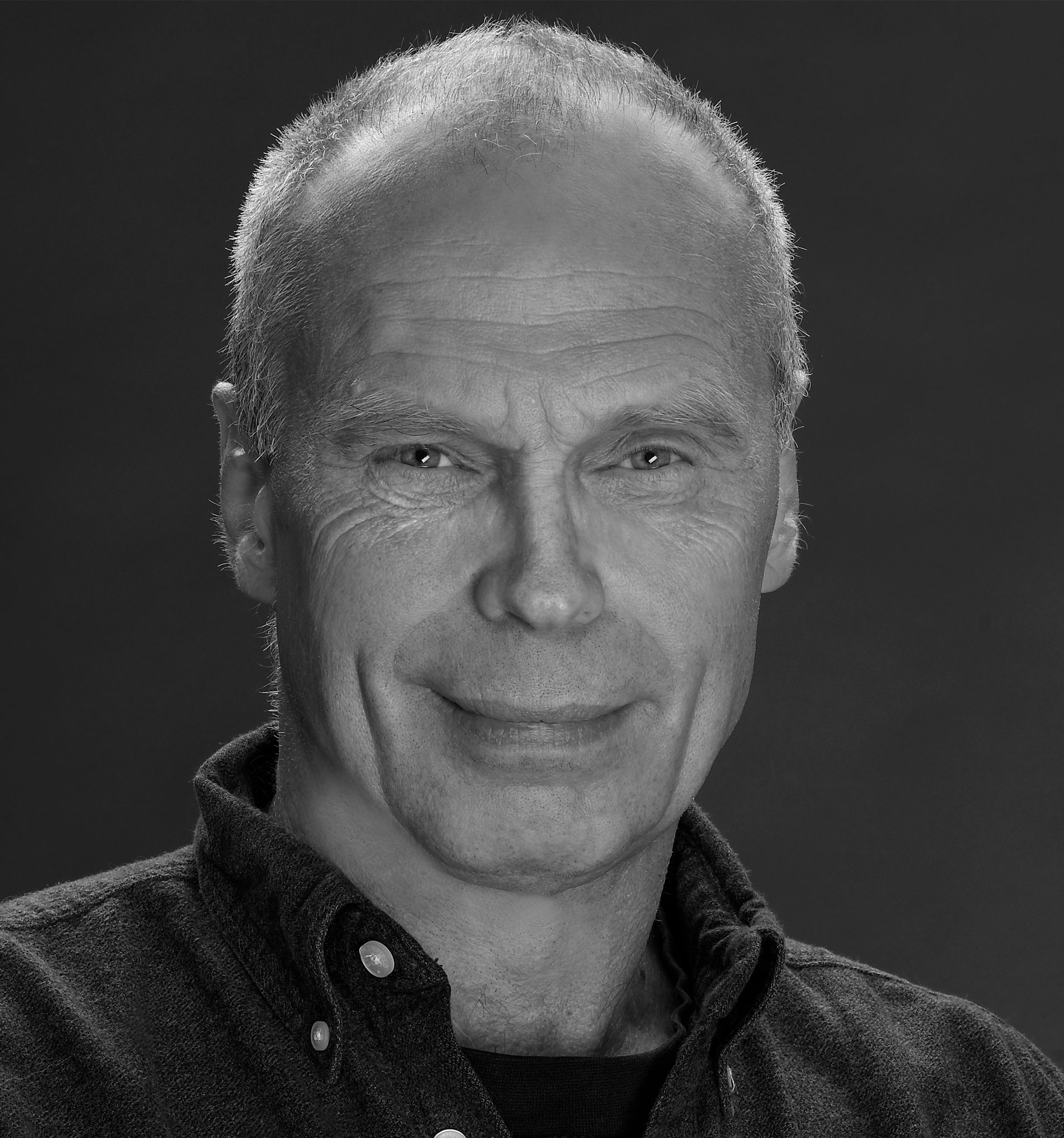
Portrait Richard Fischer

Richard Fischer (* 23. Oktober 1951 in Manila, Philippinen) ist ein deutscher Fotokünstler, der für seine Pflanzenfotografien bekannt ist. Seine Arbeiten wurden weltweit in  Museen und Galerien ausgestellt, und er hat Auszeichnungen für seine künstlerischen Beiträge erhalten.

## Frühes Leben und Ausbildung
Fischers Großeltern wanderten während des Ersten Weltkrieges aus Europa nach China und später auf die Philippinen aus. Dort absolvierte er die Internationale Schule und das De La Salle College. Seit 1963 lebt er in Europa, wo er Kunst in Mannheim sowie Fotografie an der Staatlichen Fachakademie für Fotodesign München studierte. Fischer arbeitete an internationalen Filmproduktionen mit, darunter Gruppenbild mit Dame von Heinrich Böll, und etablierte sich mit fotografischen Arbeiten in Studios in Frankfurt, Hamburg und Wien. Seit 1978 betreibt er sein eigenes Studio für visuelle Konzepte und Fotografie.

## Künstlerische Karriere
Richard Fischer ist ein Fotokünstler, der sich auf Blumenmotive spezialisiert hat. Seine fotografischen Arbeiten wurden in Publikationen wie dem Sunday Times Magazine, Stern Magazin, der Frankfurter Allgemeinen Sonntagszeitung und der Süddeutschen Zeitung veröffentlicht. Fischer glaubt an die transformative Kraft der Kunst und setzt seine Werke ein, um Bewusstsein für ökologische und gesellschaftliche Themen zu schaffen. Seit der Jahrhundertwende verwebt er Umweltbewusstsein und Nachhaltigkeit mit zeitgenössischer botanischer Kunstfotografie, thematisiert die Herausforderungen des Anthropozäns und setzt visuelle Impulse durch florale Lichtmalerei. Fischer lebt und arbeitet in Deutschland und in Frankreich.

### Stil und Themen
Fischers Fotografien sind bekannt für ihre Ästhetik, Klarheit und Präzision. Er verwendet Makrofotografie, um die feinsten Strukturen von Pflanzen und Blumen sichtbar zu machen. Seine Werke erforschen die Schönheit und Komplexität floraler Skulpturen in all ihren Lebensphasen. Fischer sieht sich als Künstler, nicht als botanischer Dokumentarist; es geht ihm um das Sinnstiftende in der Fotografie. Seine Arbeiten schaffen eigene, faszinierende Wirklichkeiten und sind von seiner einzigartigen künstlerischen Handschrift geprägt. Durch die Abstraktion der floralen Skulpturen erweitert er das künstlerische Spektrum.

### Digital Transformation und Lichtmalerei
Richard Fischer hat durch autodidaktische Experimente mit Tiefenschärfe und digitaler Lichtmalerei virtuelle Ausdrucksformen entwickelt. Er nutzt die Kraft der Einfachheit, um ausdrucksstarke Bilder zu schaffen, die traditionelle Sichtweisen hinterfragen und multisensorische Erlebniswelten in einzigartigen Settings ermöglichen.

### Immersive Art und Absolutely Alive
Seit 2022 erweitert Fischer das Spektrum in Richtung Immersive Art und haucht floralen Skulpturen neues digitales Leben ein. Er dynamisiert existierende Fotografien mittels Animationen, Morphings und Mapping-Tools, kreiert neue Bildräume und schafft neue Indoor- und Outdoor-Kunsterlebniswelten. Einige Onsite-Projektionen und Immersive-Art-Projekte befinden sich international in der Planungs- und Umsetzungsphase.

### Werksserien
Fischers bedeutende Werkserien wie „Gentle Genesis“, „Floral Finesse“ und „Dying Divas“ zeigen die verschiedenen Entwicklungsphasen floraler Skulpturen. In „Ebony Ivory“ verkehrt Fischer den sinnlichen Farbenrausch in Schwarz-Weiß-Fotografie.  „Valued Voices“ inszeniert menschliche und florale Porträts im Dialog. „Plants under Pressure“ beschäftigt sich mit bedrohten bzw. bereits ausgestorbenen Arten. In „Absolutely Alive“ inszeniert Fischer statische Fotografien in Onsite-Projektionen und Immersive Art Projekte.

## Ausstellungen (Auswahl)
(Quelle: )
- 1983: National Film Theatre, London, Großbritannien
- 1984: National Film Theatre, London, Großbritannien
- 1988: Heidelberg University Library, Deutschland
- 1989: Recontres Intern. Photographie, Arles, Frankreich
- 1989: Salon den Photo, Paris, Frankreich
- 1990:Goethe Institute, Brussels, Belgien
- 1990: Photography Forum, Frankfurt/Main, Deutschland
- 1991: Photokina World Fair, Köln, Deutschland
- 1999: Museum für Kunst & Gewerbe, Hamburg, Deutschland
- 2001: Deutsches Architektur Museum, Frankfurt/Main, Deutschland
- 2001: Art Directors Club, New York, USA
- 2001: Art Directors Club, Berlin, Deutschland
- 2002: Airport Council International, Tokyo, Japan
- 2003: Art Directors Club, Berlin, Deutschland
- 2004: Print Media Lounge, Heidelberg, Deutschland
- 2005: Kunsthalle, Mannheim, Deutschland
- 2005: Print Media Lounge, Heidelberg, Deutschland
- 2006: Photokina World Fair, Köln, Deutschland
- 2007: Open House, Bishops Residence Rbg., Deutschland
- 2007: Museum of Art, Ningbo, China
- 2007: German-Chinese Society, Karlsruhe, Deutschland
- 2009: Museum of Art, Ningbo, China
- 2009: Sixteen Art Space, Hangzhou, China
- 2010: United Nations, Palais des Nations, Genf, Switzerland
- 2011: Red House Originals, Harrogate, Großbritannien
- 2013: Open Air im Überseequartier, Hamburg, Deutschland
- 2014: Kunstverein Mannheim, BRAUS Collections, Deutschland
- 2015: Deutsche Stiftungstage, Karlsruhe, Deutschland
- 2015: Palais Hirsch, Schwetzinger Festspiele, Deutschland
- 2018: Museum Kurpfalz, BRAUS Collections, Deutschland
- 2018: Moulin, Nègrepelisse, Frankreich
- 2019: Fotografar, São Paulo, Brasilien
- 2019: Flower Art Museum Amsterdam, Niederlande
- 2020: Flower Art Museum Amsterdam, Niederlande
- 2020: Appeltern Art Fair, Appeltern, Niederlande
- 2021: Hong Art Museum, Chongqing, China
- 2021: Appeltern Art Fair, Appeltern, Niederlande
- 2021: ART Innsbruck, Österreich
- 2022: Pashmin Art Gallery, Kaifeng Art Space, China
- 2022: Gallery Sous Terre, Lithoijen, Niederlande
- 2023: Appeltern Art Fair, Appeltern, Niederlande
- 2023: Sous Terre Gallery, Lithoijen, Niederlande
- 2023: Flower Art Museum, Aalsmeer, Niederlande
- 2024: Sous Terre Art Fair and Exhibition, Lithoijen, Niederlande
- 2025: Sous Terre Art Fair and Exhibition, Lithoijen, Niederlande
- 2025: Larroque Art Fair, Larroque, Frankreich

## Auszeichnungen und Anerkennungen
Richard Fischer wurde mehrfach für seine Arbeit geehrt. Die Deutsche Welle bezeichnete ihn als „Schöpfer einer künstlerischen Arche Noah“, das Umweltbundesamt nannte ihn einen „Bewahrer der Schöpfung“, und das Flower Art Museum sieht ihn als „Botschafter der Blumen“.
- 1983: Merit Award, Art Directors Club, Deutschland
- 1995: Epica Award, Paris/Düsseldorf, Deutschland
- 1996: Kodak International Panther Awards, Rochester, USA
- 1996: Epica Award, Paris/Stuttgart, Deutschland
- 1997: Merit Award, International Calendar Show, Deutschland
- 2001: Merit Award, Art Directors Club, New York, USA
- 2001: Merit Award, International Calendar Show, Deutschland
- 2005: Merit Award, International Calendar Show, Deutschland
- 2005: Red Dot Award
- 2005: IF Design Award
- 2005: German Designers Club Award
- 2006: International Kodak Photo Award
- 2007: Merit Award, International Calendar Show, Deutschland
- 2007: Merit Award, German – Japan Exchange Exhibition
- 2016: Gregor International Silver Award, Deutschland
- 2017: Award of Excellence, Gregor International Awards, Deutschland

## Veröffentlichte Bildbände
(Quelle: )
- 2005: Flowers, Edition Panorama, ISBN 3-89823-240-9
- 2018: A tribute to flowers, teNeues, ISBN 978-3-96171-107-9
- 2023: Floral, teNeues, ISBN 978-3-96171-504-6

## Der gemeinnützige Verein Florale Skulpturen & bedrohte Blumen e. V.
Der gemeinnützige Verein Florale Skulpturen & bedrohte Blumen e. V. (FS & ES Society) wurde 2010 gegründet und besitzt eine der weltweit größten Kunstsammlungen von fotografisch künstlerisch gestalteten Darstellungen gefährdeter Blumenarten. Ziel des Vereins ist die Förderung und weltweite Verbreitung fotografischer Meisterwerke sowie die Sensibilisierung für gefährdete Flora durch exklusive Kunstfotografie. Die FS & ES Society kooperiert unter anderem mit renommierten Botanischen Gärten. Fischer, CEO des Vereins, hat einen bedeutenden Teil seiner Kunstwerke der gefährdeten Flora gewidmet.
Als Mitglied der IUCN CEC (International Union for Conservation of Nature | Commission for Education and Communication) wurde der Künstler und Fotograf mit zahlreichen Kunstpreisen für seine Arbeit geehrt. Die CEC ist eine der sechs Kommissionen der IUCN, einem globalen Netzwerk von aktiven, professionellen Experten, die sich auf Nachhaltigkeit und Wandel konzentrieren. Der Hauptsitz befindet sich in Gland, Schweiz.
2010 wurde Fischer für den PRIX PICTET, der von der Genfer Privatbank Pictet & Cie ins Leben gerufen wurde, nominiert. Der Preis gilt als weltweit führende Auszeichnung für Fotografie und Nachhaltigkeit und richtet sich an ein globales Publikum von über 400 Millionen Menschen.

## Verweise